# Делькур, Ивонн
Ивонн Делькур (8 мая 1932, Гент — 20 августа 2024, Гент, Фламандский регион) — бельгийская актриса. Делькур играла в том числе в «Дерьмовой бригаде» в роли Адри и в роли гостьи в сериале «Коллеги». В 2008 году сыграла второстепенную роль в фильме «Москва, Бельгия».

## Биография
Ивонн Версхуэрен прошла кастинг на роль танцовщицы у Ромена Деконинка в 1949 году, и он сменил её имя на Делькур. В течение многих лет она играла в народном театре Минардшувбурга в Генте с труппой «Берен» Ромена Деконинка. После развода Делькур с её первым мужем и развода Деконинка они стали парой и поженились в 1967 году. После его смерти она на несколько лет исчезла со сцены. В 2005 году она выступала в театре Капитолия в Генте в спектакле «Райские птицы» под руководством Йефа Демедтса при музыкальном участии Вальтера де Бука.
Делькур умерла 20 августа 2024 года в возрасте 92 лет.